# 14.ª etapa del Giro de Italia 2018
La 14.ª etapa del Giro de Italia 2018 tuvo lugar el 19 de mayo de 2018 entre San Vito al Tagliamento y Monte Zoncolan sobre un recorrido de 186 km y fue ganada por el ciclista británico Chris Froome del Team Sky.

## Clasificación de la etapa
| \| Clasificación de la etapa \| Clasificación de la etapa \| Clasificación de la etapa \| Clasificación de la etapa \| Clasificación de la etapa \| \| Ciclista \| Ciclista \| Equipo \| Tiempo \| \| \| ------------------------- \| ------------------------- \| ------------------------- \| ------------------------- \| ------------------------- \| \| 1.º \| Chris Froome \| Team Sky \| 5 h 25 min 31 s \| \| \| 2.º \| Simon Yates \| Mitchelton-Scott \| + 6 s \| \| \| 3.º \| Domenico Pozzovivo \| Bahrain-Merida \| + 23 s \| \| \| 4.º \| Miguel Ángel López \| Astana \| + 25 s \| \| \| 5.º \| Tom Dumoulin \| Team Sunweb \| + 37 s \| \| \| 6.º \| Thibaut Pinot \| Groupama-FDJ \| + 42 s \| \| \| 7.º \| Wout Poels \| Team Sky \| + 1 min 07 s \| \| \| 8.º \| Sébastien Reichenbach \| Groupama-FDJ \| + 1 min 19 s \| \| \| 9.º \| Pello Bilbao \| Astana \| + 1 min 35 s \| \| \| 10.º \| Michael Woods \| EF Education First-Drapac \| + 1 min 43 s \| \| |                       |                           |                 |
| |                       |                           |                 |
| Fuente: ProCyclingStats |                       |                           |                 |
| Clasificación de la etapa |                       |                           |                 |
| Ciclista | Ciclista              | Equipo                    | Tiempo          |
| 1.º | Chris Froome          | Team Sky                  | 5 h 25 min 31 s |
| 2.º | Simon Yates           | Mitchelton-Scott          | + 6 s           |
| 3.º | Domenico Pozzovivo    | Bahrain-Merida            | + 23 s          |
| 4.º | Miguel Ángel López    | Astana                    | + 25 s          |
| 5.º | Tom Dumoulin          | Team Sunweb               | + 37 s          |
| 6.º | Thibaut Pinot         | Groupama-FDJ              | + 42 s          |
| 7.º | Wout Poels            | Team Sky                  | + 1 min 07 s    |
| 8.º | Sébastien Reichenbach | Groupama-FDJ              | + 1 min 19 s    |
| 9.º | Pello Bilbao          | Astana                    | + 1 min 35 s    |
| 10.º | Michael Woods         | EF Education First-Drapac | + 1 min 43 s    |

## Clasificaciones al final de la etapa

### Clasificación general(Maglia Rosa)
| \| Clasificación general \| Clasificación general \| Clasificación general \| Clasificación general \| Clasificación general \| \| Ciclista \| Ciclista \| Equipo \| Tiempo \| \| \| --------------------- \| --------------------- \| --------------------- \| --------------------- \| --------------------- \| \| 1.º \| Simon Yates \| Mitchelton-Scott \| 61 h 19 min 51 s \| \| \| 2.º \| Tom Dumoulin \| Team Sunweb \| + 1 min 24 s \| \| \| 3.º \| Domenico Pozzovivo \| Bahrain-Merida \| + 1 min 37 s \| \| \| 4.º \| Thibaut Pinot \| Groupama-FDJ \| + 1 min 46 s \| \| \| 5.º \| Chris Froome \| Team Sky \| + 3 min 10 s \| \| \| 6.º \| Miguel Ángel López \| Astana \| + 3 min 42 s \| \| \| 7.º \| Richard Carapaz \| Movistar Team \| + 3 min 56 s \| \| \| 8.º \| George Bennett \| LottoNL-Jumbo \| + 4 min 04 s \| \| \| 9.º \| Pello Bilbao \| Astana \| + 4 min 29 s \| \| \| 10.º \| Patrick Konrad \| Bora-Hansgrohe \| + 4 min 43 s \| \| |                    |                  |                  |
| |                    |                  |                  |
| Fuente: ProCyclingStats |                    |                  |                  |
| Clasificación general |                    |                  |                  |
| Ciclista | Ciclista           | Equipo           | Tiempo           |
| 1.º | Simon Yates        | Mitchelton-Scott | 61 h 19 min 51 s |
| 2.º | Tom Dumoulin       | Team Sunweb      | + 1 min 24 s     |
| 3.º | Domenico Pozzovivo | Bahrain-Merida   | + 1 min 37 s     |
| 4.º | Thibaut Pinot      | Groupama-FDJ     | + 1 min 46 s     |
| 5.º | Chris Froome       | Team Sky         | + 3 min 10 s     |
| 6.º | Miguel Ángel López | Astana           | + 3 min 42 s     |
| 7.º | Richard Carapaz    | Movistar Team    | + 3 min 56 s     |
| 8.º | George Bennett     | LottoNL-Jumbo    | + 4 min 04 s     |
| 9.º | Pello Bilbao       | Astana           | + 4 min 29 s     |
| 10.º | Patrick Konrad     | Bora-Hansgrohe   | + 4 min 43 s     |

### Clasificación por puntos(Maglia Ciclamino)
| Clasificación por puntos | Clasificación por puntos | Clasificación por puntos      | Clasificación por puntos | Clasificación por puntos |
| Ciclista                 | Ciclista                 | Equipo                        | Puntos                   |                          |
| ------------------------ | ------------------------ | ----------------------------- | ------------------------ | ------------------------ |
| 1.º                      | Elia Viviani             | Quick-Step Floors             | 237 pts                  |                          |
| 2.º                      | Sam Bennett              | Bora-Hansgrohe                | 197 pts                  |                          |
| 3.º                      | Simon Yates              | Mitchelton-Scott              | 98 pts                   |                          |
| 4.º                      | Sacha Modolo             | EF Education First-Drapac     | 94 pts                   |                          |
| 5.º                      | Davide Ballerini         | Androni Giocattoli-Sidermec   | 90 pts                   |                          |
| 6.º                      | Marco Frapporti          | Androni Giocattoli-Sidermec   | 89 pts                   |                          |
| 7.º                      | Danny van Poppel         | LottoNL-Jumbo                 | 89 pts                   |                          |
| 8.º                      | Niccolò Bonifazio        | Bahrain-Merida                | 68 pts                   |                          |
| 9.º                      | Eugert Zhupa             | Wilier Triestina-Selle Italia | 64 pts                   |                          |
| 10.º                     | Enrico Battaglin         | LottoNL-Jumbo                 | 59 pts                   |                          |

### Clasificación de la montaña(Maglia Azzurra)
| Clasificación de la montaña | Clasificación de la montaña | Clasificación de la montaña | Clasificación de la montaña | Clasificación de la montaña |
| Ciclista                    | Ciclista                    | Equipo                      | Puntos                      |                             |
| --------------------------- | --------------------------- | --------------------------- | --------------------------- | --------------------------- |
| 1.º                         | Simon Yates                 | Mitchelton-Scott            | 76 pts                      |                             |
| 2.º                         | Esteban Chaves              | Mitchelton-Scott            | 47 pts                      |                             |
| 3.º                         | Thibaut Pinot               | Groupama-FDJ                | 40 pts                      |                             |
| 4.º                         | Chris Froome                | Team Sky                    | 35 pts                      |                             |
| 5.º                         | Fausto Masnada              | Androni Giocattoli-Sidermec | 35 pts                      |                             |
| 6.º                         | Valerio Conti               | UAE Team Emirates           | 33 pts                      |                             |
| 7.º                         | Matteo Montaguti            | AG2R La Mondiale            | 29 pts                      |                             |
| 8.º                         | Domenico Pozzovivo          | Bahrain-Merida              | 28 pts                      |                             |
| 9.º                         | Richard Carapaz             | Movistar Team               | 23 pts                      |                             |
| 10.º                        | Giulio Ciccone              | Bardiani CSF                | 22 pts                      |                             |

### Clasificación de los jóvenes(Maglia Bianca)
| Clasificación del mejor joven | Clasificación del mejor joven | Clasificación del mejor joven | Clasificación del mejor joven | Clasificación del mejor joven |
| Ciclista                      | Ciclista                      | Equipo                        | Tiempo                        |                               |
| ----------------------------- | ----------------------------- | ----------------------------- | ----------------------------- | ----------------------------- |
| 1.º                           | Miguel Ángel López            | Astana                        | 61 h 23 min 33 s              |                               |
| 2.º                           | Richard Carapaz               | Movistar Team                 | + 14 s                        |                               |
| 3.º                           | Ben O'Connor                  | Dimension Data                | + 2 min 00 s                  |                               |
| 4.º                           | Sam Oomen                     | Team Sunweb                   | + 2 min 15 s                  |                               |
| 5.º                           | Maximilian Schachmann         | Quick-Step Floors             | + 5 min 19 s                  |                               |
| 6.º                           | Valerio Conti                 | UAE Team Emirates             | + 15 min 01 s                 |                               |
| 7.º                           | Fausto Masnada                | Androni Giocattoli-Sidermec   | + 17 min 45 s                 |                               |
| 8.º                           | Jack Haig                     | Mitchelton-Scott              | + 32 min 25 s                 |                               |
| 9.º                           | Matej Mohorič                 | Bahrain-Merida                | + 34 min 28 s                 |                               |
| 10.º                          | Felix Großschartner           | Bora-Hansgrohe                | + 44 min 04 s                 |                               |

### Clasificación por equipos"Super Team"
| Clasificación por equipos | Clasificación por equipos | Clasificación por equipos | Clasificación por equipos |
| Equipo                    | Equipo                    | Tiempo                    |                           |
| ------------------------- | ------------------------- | ------------------------- | ------------------------- |
| 1.º                       | Sky                       | 184 h 15 min 54 s         |                           |
| 2.º                       | Astana                    | + 2 min 46 s              |                           |
| 3.º                       | Mitchelton-Scott          | + 6 min 51 s              |                           |
| 4.º                       | UAE Team Emirates         | + 18 min 59 s             |                           |
| 5.º                       | Movistar Team             | + 23 min 01 s             |                           |
| 6.º                       | Groupama-FDJ              | + 27 min 59 s             |                           |
| 7.º                       | AG2R La Mondiale          | + 30 min 24 s             |                           |
| 8.º                       | Bora-Hansgrohe            | + 30 min 24 s             |                           |
| 9.º                       | Dimension Data            | + 32 min 07 s             |                           |
| 10.º                      | Team Sunweb               | + 33 min 10 s             |                           |

## Abandonos
- Tim Wellens, no tomó la salida al encontrarse enfermo.[2]
- Thomas Scully, no tomó la salida.